# 2 (metro de Nueva York)
La línea 2 (Seventh Avenue Express) es un servicio del metro de Nueva York. En las señales de las estaciones, el mapa del metro de Nueva York, los letreros digitales y los materiales rodantes de la IRT están pintados en color rojo porque representa el servicio proveído de la línea de la 7.ª Avenida en Manhattan. Los trenes 2 operan entre Wakefield–Calle 241, el Bronx y Brooklyn College–Avenida Flatbush, Brooklyn y operan localmente en el Bronx y Brooklyn. Los trenes 2 operan el servicio exprés en Manhattan, excepto que a altas horas de la noche operan como servicio local. El servicio se limita cuando hay congestión en las vías así que solo opera en línea de la Avenida Lexington para ayudar a disminuir la congestión. Servicios limitados en horas pico también funciona en la Avenida New Lots, Brooklyn debido a las limitaciones de espacio en el segmento sur en la avenida Franklin y la avenida Nostrand.
La flota de la línea 2 consiste completamente en trenes modelos R142.
Los trenes de la línea  2 operan en las siguientes líneas:
| Línea                                                                           | Vías                        | Cuando                       |
| ------------------------------------------------------------------------------- | --------------------------- | ---------------------------- |
| Línea de la carretera Plains (línea completa)                                   | local                       | siempre                      |
| Línea de la Avenida Lenox sur de la Calle 135                                   | N/D                         | siempre                      |
| Línea broadway-Séptima Avenida sur de la calle 96 a la Calle Chambers           | express (local en la noche) | siempre                      |
| Línea Broadway-Séptima Avenida, Brooklyn Branch, vía el túnel de la calle Clark | N/D                         | siempre                      |
| Línea Eastern Parkway norte de la Avenida Franklin                              | local                       | siempre                      |
| Línea de la Avenida Nostrand (línea completa)                                   | N/D                         | siempre                      |
| Línea Eastern Parkway sur de la Avenida Franklin                                | local                       | algunos viajes en horas pico |

## Historia del servicio
| 2 7maAV-BRONX                       |
| R12 final de los letreros digitales |

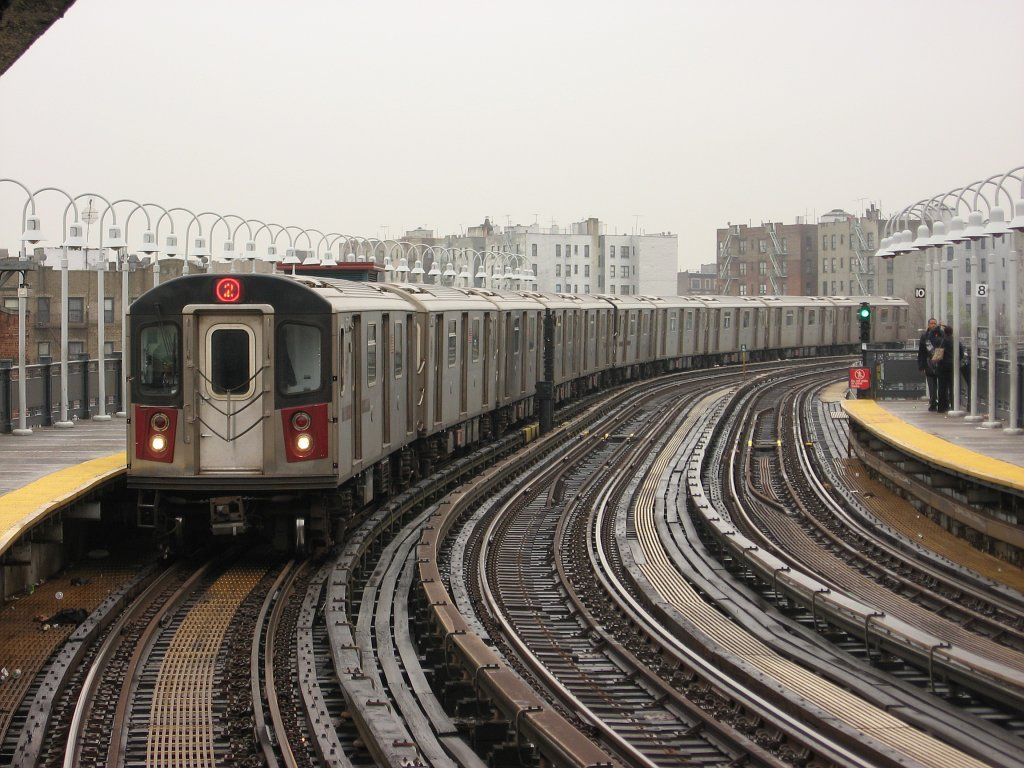
Un tren 2 entrando en la estación West Farms Sq., al lado de Wakefield-241 Street.

El 10 de julio de 1905, la conexión entre la Línea de la Avenida Lenox y Línea White Plains Road (en la cual había servido anteriormente por la Tercera Avenida El) abrió, permitiendo el servicio entre Manhattan y Queens.
El 9 de enero de 1908, la túnel de la calle Joralemon, que conecta la Línea de la Avenida Lexington hacia Brooklyn, abrió. Ahora, los trenes desde el este de la calle 180 a Borough Hall. El 1 de mayo, las vías del tren fueron extendidas hacia  la calle Nevins y la avenida Atlantic.
El 31 de marzo de 1917, la Línea White Plains Road IRT fue extendida hacia la calle 238-Avenida Neraid.
El 1 de julio de 1918, toda la línea IRT Broadway–Línea de la Séptima Avenida fue completada. El 15 de abril del siguiente año, el túnel de la calle Clark, conectó la línea hacia Brooklyn.
A principios del 19 de diciembre de 1919, los trenes corrían hacia el sur del Ferry con algunos trenes de horas pico hacia la avenida Atlantic. Cuatro años después, esos trenes que corrían hacia Atlantic, fueron extendidos a la avenida Utica. Un año después, esos trenes fueron extendidos aún más lejos, pero esta vez hasta la avenida New Lots.
A principios del 5 de septiembre de 1937, trenes en horas pico de la tarde empezaron a correr hacia la Avenida Flatbush.
En 1957, una conexión de vía hacia la Línea de la Avenida Dyre fue completada.

## Estaciones
| Leyenda de la estación de servicio                       | Leyenda de la estación de servicio                       |
| -------------------------------------------------------- | -------------------------------------------------------- |
| Hace paradas todo el tiempo                              | Paradas todo el tiempo                                   |
| Hace paradas todo el tiempo                              | Paradas todo el tiempo excepto a altas horas de la noche |
| Hace paradas sólo en la noche                            | Paradas sólo en la noche                                 |
| Hace paradas sólo los días de semana                     | Paradas en días de semana                                |
| Hace paradas todo el tiempo, excepto en horas pico       | Paradas todo el tiempo excepto horas pico                |
| Hace paradas sólo en horas pico                          | Paradas sólo en horas pico                               |
| Hace paradas en horas pico en direcciones congestionadas | Paradas horas pico o vías congestionadas                 |
| Detalles del periodo de tiempo                           |                                                          |

| Servicio 2                                                            | estación                                | Acceso para discapacitados | Transferencia de metro | Conexiones                                           |
| --------------------------------------------------------------------- | --------------------------------------- | -------------------------- | --- | ---------------------------------------------------- |
| El Bronx                                                              |                                         |                            | |                                                      |
| Hace paradas todo el tiempo                                           | Wakefield–Calle 241                     |                            | |                                                      |
| Hace paradas todo el tiempo                                           | Avenida Nereid-Calle 238                |                            | 5 |                                                      |
| Hace paradas todo el tiempo                                           | Calle 233                               | Acceso para discapacitados | 5 | Metro-North Railroad Harlem Line en Woodlawn         |
| Hace paradas todo el tiempo                                           | Calle 225                               |                            | 5 |                                                      |
| Hace paradas todo el tiempo                                           | Calle 219                               |                            | 5 |                                                      |
| Hace paradas todo el tiempo                                           | Gun Hill Road                           | Acceso para discapacitados | 5 |                                                      |
| Hace paradas todo el tiempo                                           | Avenida Burke                           |                            | 5 |                                                      |
| Hace paradas todo el tiempo                                           | Avenida Allerton                        |                            | 5 |                                                      |
| Hace paradas todo el tiempo                                           | Pelham Parkway                          | Acceso para discapacitados | 5 |                                                      |
| Hace paradas todo el tiempo                                           | Bronx Park East                         |                            | 5 |                                                      |
| Hace paradas todo el tiempo                                           | Calle 180 Este                          |                            | 5 |                                                      |
| Hace paradas todo el tiempo                                           | Farms Square Oeste–Avenida Este Tremont |                            | 5 |                                                      |
| Hace paradas todo el tiempo                                           | Calle 174                               |                            | 5 |                                                      |
| Hace paradas todo el tiempo                                           | Calle Freeman                           |                            | 5 |                                                      |
| Hace paradas todo el tiempo                                           | Calle Simpson                           | Acceso para discapacitados | 5 |                                                      |
| Hace paradas todo el tiempo                                           | Avenida Intervale                       |                            | 5 |                                                      |
| Hace paradas todo el tiempo                                           | Avenida Prospect                        |                            | 5 |                                                      |
| Hace paradas todo el tiempo                                           | Avenida Jackson                         |                            | 5 |                                                      |
| Hace paradas todo el tiempo                                           | 3.ª Avenida–Calle 149                   | Acceso para discapacitados | 5 |                                                      |
| Hace paradas todo el tiempo                                           | Calle 149–Grand Concourse               |                            | 5 4 (IRT Jerome Avenue Line) |                                                      |
| Manhattan                                                             |                                         |                            | |                                                      |
| Hace paradas todo el tiempo                                           | Calle 135                               | Acceso para discapacitados | 3 |                                                      |
| Hace paradas todo el tiempo                                           | Calle 125                               |                            | 3 | M60 bus hacia el Aeropuerto LaGuardia                |
| Hace paradas todo el tiempo                                           | Calle 116                               |                            | 3 |                                                      |
| Hace paradas todo el tiempo                                           | Central Park North–Calle 110            |                            | 3 |                                                      |
| Hace paradas todo el tiempo                                           | Calle 96                                | Acceso para discapacitados | 1 3 |                                                      |
| Hace paradas sólo en la noche                                         | Calle 86                                |                            | 1 |                                                      |
| Hace paradas sólo en la noche                                         | Calle 79                                |                            | 1 |                                                      |
| Hace paradas todo el tiempo                                           | Calle 72                                | Acceso para discapacitados | 1 3 |                                                      |
| Hace paradas sólo en la noche                                         | Calle 66–Lincoln Center                 | Acceso para discapacitados | 1 |                                                      |
| Hace paradas sólo en la noche                                         | Calle 59–Columbus Circle                | Acceso para discapacitados | 1 A D (IND Eighth Avenue Line) |                                                      |
| Hace paradas sólo en la noche                                         | Calle 50                                |                            | 1 |                                                      |
| Hace paradas todo el tiempo                                           | Times Square–Calle 42                   | Acceso para discapacitados | 1 7 <7> (IRT Flushing Line) A C E (IND Eighth Avenue Line en la Calle 42–Port Authority Bus Terminal2) N Q R W (BMT Broadway Line) S (42nd Street Shuttle2) | Port Authority Bus Terminal                          |
| Hace paradas todo el tiempo                                           | Calle 34–Estación Penn                  | Acceso para discapacitados | 1 3 | Amtrak, LIRR y NJ Transit en la estación Pensilvania |
| Hace paradas sólo en la noche                                         | Calle 28                                |                            | 1 |                                                      |
| Hace paradas sólo en la noche                                         | Calle 23                                |                            | 1 |                                                      |
| Hace paradas sólo en la noche                                         | Calle 18                                |                            | 1 |                                                      |
| Hace paradas todo el tiempo                                           | Calle 14                                |                            | 1 3 F M (IND Sixth Avenue Line en la Calle 14) L (BMT Canarsie Line en la Sexta Avenida)                                                                    | PATH en la Calle 14                                  |
| Hace paradas sólo en la noche                                         | Calle Christopher–Sheridan Square       |                            | 1 | PATH en la Calle Christopher                         |
| Hace paradas sólo en la noche                                         | Calle Houston                           |                            | 1 |                                                      |
| Hace paradas sólo en la noche                                         | Calle Canal                             |                            | 1 |                                                      |
| Hace paradas sólo en la noche                                         | Calle Franklin                          |                            | 1 |                                                      |
| Hace paradas todo el tiempo                                           | Calle Chambers                          | Acceso para discapacitados | 1 3 |                                                      |
| Hace paradas todo el tiempo                                           | Park Place                              |                            | 3 A C E (IND Eighth Avenue Line en la Calle Chambers–World Trade Center)                                                                                    | PATH en el World Trade Center                        |
| Hace paradas todo el tiempo                                           | Calle Fulton                            |                            | 3 4 5 (IRT Lexington Avenue Line) A C (IND Eighth Avenue Line) J Z (BMT Nassau Street Line)                                                                 |                                                      |
| Hace paradas todo el tiempo                                           | Calle Wall                              |                            | 3 |                                                      |
| Brooklyn                                                              |                                         |                            | |                                                      |
| Hace paradas todo el tiempo                                           | Calle Clark                             |                            | 3 |                                                      |
| Hace paradas todo el tiempo                                           | Borough Hall                            | Acceso para discapacitados | 3 A D 1 N R (BMT Fourth Avenue Line2) |                                                      |
| Hace paradas todo el tiempo                                           | Calle Hoyt–Fulton Mall                  |                            | 3 |                                                      |
| Hace paradas todo el tiempo                                           | Calle Nevins                            |                            | 3 4 5 |                                                      |
| Hace paradas todo el tiempo                                           | Avenida Atlantic                        | Acceso para discapacitados | 3 4 5 B Q (BMT Brighton Line) D N R (BMT Fourth Avenue Line)                                                                                                | LIRR Atlantic Branch en la Avenida Flatbush          |
| Hace paradas todo el tiempo                                           | Calle Bergen                            |                            | 3 4 |                                                      |
| Hace paradas todo el tiempo                                           | Grand Army Plaza                        |                            | 3 4 |                                                      |
| Hace paradas todo el tiempo                                           | Eastern Parkway–Museo Brooklyn          |                            | 3 4 |                                                      |
| Hace paradas todo el tiempo                                           | Avenida Franklin                        |                            | 3 4 5 S (Franklin Avenue Shuttle) |                                                      |
|                                                                       |                                         |                            | |                                                      |
| Servicio de la línea Avenida Nostrand                                 |                                         |                            | |                                                      |
| Hace paradas todo el tiempo                                           | Calle President                         |                            | 5 |                                                      |
| Hace paradas todo el tiempo                                           | Calle Sterling                          |                            | 5 |                                                      |
| Hace paradas todo el tiempo                                           | Calle Winthrop                          |                            | 5 |                                                      |
| Hace paradas todo el tiempo                                           | Avenida Church                          | Acceso para discapacitados | 5 |                                                      |
| Hace paradas todo el tiempo                                           | Beverly Road                            |                            | 5 |                                                      |
| Hace paradas todo el tiempo                                           | Avenida Newkirk                         |                            | 5 |                                                      |
| Hace paradas todo el tiempo                                           | Avenida Flatbush                        | Acceso para discapacitados | 5 |                                                      |
|                                                                       |                                         |                            | |                                                      |
| Servicio de Línea Avenida New Lots (viajes ocasionales en horas pico) |                                         |                            | |                                                      |
| Hace paradas en horas pico en direcciones congestionadas              | Avenida Nostrand                        |                            | 3 |                                                      |
| Hace paradas en horas pico en direcciones congestionadas              | Avenida Kingston                        |                            | 3 |                                                      |
| Hace paradas en horas pico en direcciones congestionadas              | Crown Heights–Avenida Utica             | Acceso para discapacitados | 3 4 5 |                                                      |
| Hace paradas en horas pico en direcciones congestionadas              | Avenida Sutter–Rutland Road             |                            | 3 4 5 | B15 bus hacia el Aeropuerto JFK                      |
| Hace paradas en horas pico en direcciones congestionadas              | Avenida Saratoga                        |                            | 3 4 5 |                                                      |
| Hace paradas en horas pico en direcciones congestionadas              | Avenida Rockaway                        |                            | 3 4 5 |                                                      |
| Hace paradas en horas pico en direcciones congestionadas              | Calle Junius                            |                            | 3 4 5 |                                                      |
| Hace paradas en horas pico en direcciones congestionadas              | Avenida Pensilvania                     |                            | 3 4 5 |                                                      |
| Hace paradas en horas pico en direcciones congestionadas              | Avenida Van Siclen                      |                            | 3 4 5 |                                                      |
| Hace paradas en horas pico en direcciones congestionadas              | Avenida New Lots                        |                            | 3 4 5 | B15 bus hacia el Aeropuerto JFK                      |

1Este estación es accesible para las personas con discapacidad, pero solo la plataforma hacia el norte.
2Transferencias a otro servicios no son accesibles.